# Ragged school
Nazwą ragged schools (l.mn. od ragged school) określamy grupę XIX-wiecznych szkół w Wielkiej Brytanii, które miały na celu edukację dzieci z ubogich rodzin. W większości zajmowały się one również dostarczaniem takim dzieciom środków do życia. Rozszerzanie idei tego typu szkół w całym Zjednoczonym Królestwie wiązało się z zaistnieniem ruchu społecznego, który ją promował.
Pionierami tego ruchu byli m.in. John Pounds i Thomas Guthrie. Pierwsza ragged school dla chłopców powstała w 1841 w Aberdeen. W 1843 utworzono tam również szkołę dla dziewcząt, a w 1845 szkołę mieszaną.
W 1844 powstała London Ragged School Union, która gromadziła wszystkie ragged schools w Londynie.
Większość z tych szkół nie korzystała z subsydiów rządowych, co było główną przyczyną ich zaniku.